# Mateo Miguel Ayllón Alonso
 Mateo Miguel Ayllón Alonso (Conca, 21 de desembre de 1793 - Madrid, 9 d'agost de 1844) va ser un polític liberal i jurista espanyol.

## Trajectòria
En la seva localitat natal va començar els estudis de Filosofia, però aviat es va integrar en l'exèrcit participant en la Guerra del francès, retirant-se en 1821 amb el grau de tinent. Va instal·lar la seva residència a Sevilla, on va treballar al govern polític de la ciutat i va cursar dos anys de Filosofia i Lleis en la universitat, graduant-se com a batxiller. Després va treballar en un reconegut despatx de la ciutat, sent admès com advocat en l'Audiència Territorial. En 1822 va ser escollit Pròcer del Regne, però el temps que va romandre en les Corts va ser breu, ja que va haver d'exiliar-se amb la caiguda del Trienni Liberal en 1823. Va romandre a França, on va ser Secretari de les Corts en l'exili, després a Gibraltar i més tard a Londres, fins a l'amnistia de 1834, moment en el qual va tornar incorporant-se com a jutge a Madrid i fiscal en el Tribunal de Comptes.
Va ser elegit diputat en el període 1836/1837 i després en 1839. Va ser nomenat ministre d'Hisenda en el gabinet presidit per Joaquín María López López al maig de 1843, poc abans del final de la regència de Espartero, romanent uns pocs dies al govern que cessa el mateix mes. Va ocupar novament la cartera al juliol fins a novembre del mateix any.